# Мохово
Мохово је насељено мјесто у саставу града Илока, Република Хрватска.

## Историја
Насеље је у вријеме СФРЈ било у саставу некадашње општине Вуковар.

## Становништво
На попису становништва 2011. године, Мохово је имало 239 становника.
| Демографија | Демографија | Демографија |
| Година      | Становника  | Становника  |
| ----------- | ----------- | ----------- |
| 1971.       | 465         |             |
| 1981.       | 386         |             |
| 1991.       | 344         |             |
| 2001.       | 303         |             |
| 2011.       |             | 239         |

## Попис 1991.
На попису становништва 1991. године, насељено место Мохово је имало 344 становника, следећег националног састава:
| Попис 1991.‍  | Попис 1991.‍  | Попис 1991.‍ | Попис 1991.‍ | Попис 1991.‍ |
| ------------ | ------------ | ----------- | ----------- | ----------- |
|              |              |             |             |             |
| Хрвати       | Хрвати       |             | 218         | 63,37%      |
| Срби         | Срби         |             | 115         | 33,43%      |
| Роми         | Роми         |             | 4           | 1,16%       |
| Југословени  | Југословени  |             | 1           | 0,29%       |
| Мађари       | Мађари       |             | 1           | 0,29%       |
| неопредељени | неопредељени |             | 5           | 1,45%       |
| укупно: 344  |              |             |             |             |